# Euforia (singolo)
Euforia è un singolo del DJ producer italiano Chris Nolan, pubblicato il 18 dicembre 2020.
Il brano è stato realizzato mediante la partecipazione vocale dei rapper italiani Tedua, Madame e dei cantanti Aiello e Birthh.

## Tracce
1. Euforia – 3:24